# Charles-Émile Bertin
Pour les articles homonymes, voir Bertin.
 (mars 2011).
Si vous disposez d'ouvrages ou d'articles de référence ou si vous connaissez des sites web de qualité traitant du thème abordé ici, merci de compléter l'article en donnant les références utiles à sa vérifiabilité et en les liant à la section « Notes et références ».
Charles Émile Bertin (1871-1959), officier français, est un spécialiste éminent du Japon de l'ère Meiji, observateur envoyé par le gouvernement français auprès de l'Armée japonaise pendant toute la guerre russo-japonaise de Mandchourie, puis attaché militaire à l'ambassade de France au Japon.  

## Biographie
Le colonel Charles Bertin est né à Cherbourg le 13 mars 1871. Il est le fils aîné de l'ingénieur général du génie maritime, Émile Bertin (1840-1924) et d'Anne-Françoise Legrand (1842-1914) née Paqué. La famille maternelle d'Anne-Françoise Legrand est apparentée à la famille de Jacques Cassard, capitaine de vaisseau corsaire (Nantes, 1679 – fort de Ham, 1740). C'est du sein même de cette classe laborieuse et honorable des « marchands à la fosse », c'est-à-dire des armateurs, que sort ce vaillant et intrépide marin. 
Il épouse en 1920, à Versailles, Madeleine Rieunier la fille benjamine de l'amiral Henri Rieunier, ancien ministre de la Marine et membre de l'Assemblée nationale.
Charles Bertin meurt à Versailles le 3 août 1959, son corps repose avec son épouse, née Madeleine Rieunier, au cimetière de La Glacerie (Manche) à côté du caveau de son père, Louis-Émile Bertin.

## Carrière militaire
Après des séjours avec ses parents de 1886 à 1899, au Japon auprès de l'empereur Meiji, Charles Bertin sort de Saint-Cyr en 1892, de la promotion de Cronstadt. Il sert dans les 1er et 29e bataillon de chasseurs.
Reçu à l'École supérieure de guerre en 1903, il est envoyé par le gouvernement français sur le théâtre des opérations de Mandchourie et il suit les armées japonaises jusqu'à la conclusion de la paix (du 1er avril 1904 au 22 janvier 1906). Il est fait chevalier de la Légion d'honneur par décret du 15 février 1906.
Rentré en France, il termine ses cours à l'École de guerre et fait un stage à l'état-major de l'armée (deuxième Bureau). Nommé attaché militaire à l'ambassade de France au Japon, à Tōkyō, à la date du 9 janvier 1909, il remplit brillamment sa mission et fournit des rapports au gouvernement français très intéressants sur la transformation de l'armée japonaise. Ce spécialiste du Japon, parlant couramment le japonais et l'anglais, est relevé de ses fonctions d'attaché militaire à l'ambassade de France à Tokyo le 7 décembre 1912.

### Relations avec de hauts dignitaires du Japon
Le colonel Charles Bertin a des relations étroites avec Iwao Ōyama (1843-1916) maréchal et homme d'État japonais, le prince et la princesse de Komatsu et il est témoin au mariage du commandant Yoshirō Itō, fils de Hirobumi Itō, homme d'État japonais (1841-1909) qui fut quatre fois Premier ministre, à Paris en 1896.
Il est l'ami de Tsugouharu Foujita, peintre (1886-1968) qui lui offrira l'un de ses autoportraits.

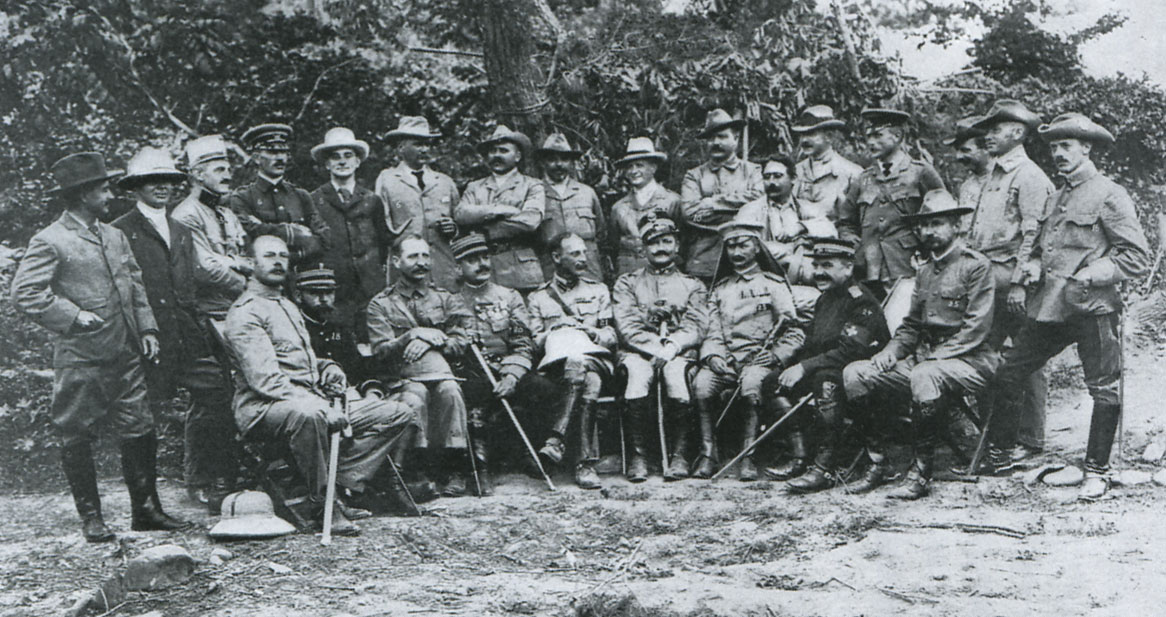
Officiers attachés au Japon en 1905, Bertin est peut-être l'un des deux Français au premier plan bien que cela soit en fait peu probable.

### Guerre russo-japonaise de Mandchourie
Charles Bertin, dès son retour des opérations de Mandchourie, est le donateur anonyme de vingt-six gravures de grands formats sur la guerre de Mandchourie, annotées au crayon de sa main, à la société de géographie de Rochefort-sur-Mer. Ces gravures japonaises éditées au fur et à mesure du déroulement de la guerre russo-japonaise de Mandchourie (février 1904 – octobre 1905), ont fait l'objet d'une exposition à l'occasion d'une journée portes ouvertes, le 17 septembre 1995, au sein du musée de la Vieille Paroisse, avenue Rochambeau à Rochefort.

### Guerre de 1914-1918
Le capitaine Charles Bertin, commandant de compagnie au 104e régiment d'infanterie, participe aux combats d'Ethe, en Belgique, le 22 août 1914. Bien que grièvement blessé à deux reprises, il continue de mener ses hommes dans des actions offensives pendant près de deux jours. Il est finalement fait prisonnier après avoir perdu connaissance alors que les survivants de sa compagnie rejoignaient les troupes françaises. Son engagement est reconnu par une citation à l'Ordre de l'Armée no 275 du 5 juin 1915, mentionnant son courage et son dévouement au combat malgré ses blessures.

### Après la guerre de 1914-1918
Après la fin des hostilités, Charles Bertin est affecté à l'état-major de l'armée, où il s'occupe d'études stratégiques sur l'Amérique, la Chine et le Japon. Il est promu officier de la Légion d'honneur le 9 juillet 1919. Il prend sa retraite militaire en 1927 et reçoit plusieurs distinctions, dont la croix de guerre 1914-1918 et des décorations étrangères, notamment du Japon.
En retraite, il devient conseiller municipal de Versailles en 1942, puis 6e adjoint au maire. Il préside également l'Union nationale des combattants (UNC) à Versailles jusqu'à son décès en 1959. Il se marie en 1920, à Versailles, avec Madeleine Rieunier (1879-1956), la fille benjamine de l'amiral Henri Rieunier, ministre de la Marine et député de Rochefort.

## Distinctions
- Croix de guerre 1914-1918
- Officier de la Légion d'honneur (1919). Il est nommé chevalier en 1906.